# Gerda Holmes
Gerda Holmes, nata Gerda Helen Elfrida Henius (Chicago, 2 aprile 1891 – Chicago, 11 ottobre 1943), è stata un'attrice statunitense teatrale e cinematografica, attiva all'epoca del muto.
Di origine danese, suo padre era medico a Chicago. Gerda Holmes prese il nome dal suo primo marito, l'attore Rapley Holmes.

## Filmografia
- His Sacrifice - cortometraggio (1913)
- The Ne'er to Return Road, regia di Colin Campbell - cortometraggio (1913)
- Little Dorrit, regia di James Kirkwood - cortometraggio (1913)
- Robin Hood, regia di Theodore Marston (1913)
- Moths, regia di Lawrence Marston (1913)
- The Twins and the Other Girl - cortometraggio (1913)
- In the Moon's Ray, regia di E.H. Calvert - cortometraggio (1914)
- Pierre of the North - cortometraggio (1914)
- The Spirit of the Madonna - cortometraggio (1914)
- Yarn a-Tangle - cortometraggio (1914)
- Seeds of Chaos, regia di Harry McRae Webster - cortometraggio (1914)
- The Mystery of Room 643 - cortometraggio (1914)
- The Voice in the Wilderness - cortometraggio (1914)
- An Angel Unaware - cortometraggio (1914)
- The Elder Brother - cortometraggio (1914)
- The Song in the Dark - cortometraggio (1914)
- The Little 'He and She' - cortometraggio (1914)
- Finger Prints - cortometraggio (1914)
- The Chasm - cortometraggio (1914)
- At the Foot of the Hill - cortometraggio (1914)
- Mrs. Billington's First Case - cortometraggio (1914)
- A Letter from Home - cortometraggio (1914)
- A Clash of Virtues - cortometraggio (1914)
- The Seventh Prelude - cortometraggio (1914)
- No. 28, Diplomat - cortometraggio (1914)
- Bill's Boy, regia di Harry Mainhall - cortometraggio (1914)
- The Fable of the Honeymoon That Tried to Come Back, regia di Richard Foster Baker - cortometraggio (1914)
- The Fable of the Adult Girl Who Got Busy - cortometraggio 1914
- The Verdict, regia di Richard Travers - cortometraggio (1914)
- The Fable of the Family That Did Too Much for Nellie - cortometraggio (1914)
- Mother o' Dreams - cortometraggio (1914)
- Whatsoever a Woman Soweth - cortometraggio (1914)
- Three Boiled Down Fables, regia di George Ade - cortometraggio (1914)
- The Prevailing Craze - cortometraggio (1914)
- The Means and the End - cortometraggio (1914)
- The Place, the Time and the Man - cortometraggio (1914)
- Mrs. Trenwith Comes Home - cortometraggio (1914)
- The Fable of the Husband Who Showed Up and Did His Duty, regia di George Ade - cortometraggio (1914)
- The Way of the Woman - cortometraggio (1914)
- By a Strange Road - cortometraggio (1915)
- At the End of a Perfect Day, regia di George Ade - cortometraggio (1915)
- The Ambition of the Baron - cortometraggio (1915)
- The Fable of Elvira and Farina and the Meal Ticket, regia di Richard Foster Baker - cortometraggio (1915)
- The Strength of the Weak - cortometraggio (1915)
- The Fable of the Demand That Must Be Supplied - cortometraggio (1915)
- The Other Woman's Picture - cortometraggio (1915)
- The Victory of Virtue, regia di Harry McRae Webster (1915)
- Her Great Hour, regia di S.E.V. Taylor (1916)
- The Chain Invisible, regia di Frank Powell (1916)
- Sudden Riches, regia di Emile Chautard (1916)
- The Voice in the Darkness - cortometraggio (1916)
- Husband and Wife, regia di Barry O'Neil (1916)
- Friday the 13th, regia di Émile Chautard (1916)
- The Gilded Cage, regia di Harley Knoles (1916)
- All Man, regia di Émile Chautard (1916)
- The Man Who Forgot, regia di Émile Chautard (1917)
- A Hungry Heart, regia di Émile Chautard (1917)
- As Man Made Her, regia di George Archainbaud (1917)
- The Family Honor, regia di Émile Chautard (1917)
- The Brand of Satan, regia di George Archainbaud (1917)
- The Iron Ring, regia di George Archainbaud (1917)
- The Gates of Gladness, regia di Harley Knoles (1918)
- Wanted: A Mother, regia di Harley Knoles (1918)